# Албрехт фон Саксония-Вайсенфелс
Албрехт (Алберт) фон Саксония-Вайсенфелс (на немски: Albrecht (Albert) von Sachsen-Weißenfels; * 14 април 1659, Хале; † 9 май 1692, Лайпциг) е принц и (титулар-)херцог на Саксония-Вайсенфелс.

## Живот
Той е петият и най-малък син на херцог Август фон Саксония-Вайсенфелс (1614 – 1680) и първата му съпруга Анна Мария (1627 – 1669), дъщеря на херцог Адолф Фридрих I фон Мекленбург.
Принц Албрехт е приет от баща му, който е шеф, в литературното общество „Fruchtbringende Gesellschaft“.
На 22 юни 1687 г. във Вертхайм Албрехт се жени за Христина Терезия фон Льовенщайн-Вертхайм-Рошфор (12 октомври 1665 – 4 април 1730), дъщеря на граф Фердинанд Карл фон Льовенщайн-Вертхайм-Рошфор (1616 – 1672) и съпругата му Анна Мария фон Фюрстенберг-Хайлигенберг (1634 – 1705), дъщеря на граф Ернст Егон VIII (1588 – 1635). Без своя резиденция Албрехт пребивава при тъста си в двора на Вертхайм и приема католическата вяра.
Той умира на 9 май 1692 г. на 33 години в Лайпциг и не е погребан както двете му дъщери във фамилната гробница в дворцовата църква на дворец Ной-Августусбург във Вайсенфелс, а в Ерфурт. След смъртта на Албрехт вдовицата му се омъжва на 8 май 1695 г. в Бохемия за принц Филип Еразмус фон Лихтенщайн (1664 – 1704).

## Деца
Албрехт и Христина имат две дъщери:
- Анна Христина (* 17 юли 1690 във Вертхайм; † 5 март 1763 във Виена), принцеса фон Саксония-Вайсенфелс
- Мария Августа (* 4 февруари 1692 във Вертхайм; † 15 февруари 1692 също там), принцеса фон Саксония-Вайсенфелс